# Venanzio Francesco Filippini
Venanzio Francesco Filippini OFM (ur. 26 maja 1890 w Nuvolera, zm. 31 marca 1973 tamże) – włoski biskup, wikariusz apostolski Mogadiszu, franciszkanin.

## Biografia
Francesco Filippini urodził się w miejscowości Nuvolera w Lombardii 26 maja 1890 roku. Był wychowankiem niższych seminariów duchownych prowadzonych przez franciszkanów najpierw w Ornavasso (Piemont), a następnie w Saiano (Brescia). Nowicjat rozpoczął w klasztorze w Rezzato 31 października 1905 roku, przyjmując imię zakonne Venanzio. Pierwsze śluby złożył 1 listopada 1906 roku. Studia filozoficzno-teologiczne odbył w zakonnych domach formacyjnych (Cividino, Brescia, Mediolan). Śluby wieczyste złożył 19 sierpnia 1908 roku. W 1911 roku spędził dwa lata, pracując w mediolańskich szpitalach. W ten sposób odrabiał obowiązkową służbę wojskową. Święcenia kapłańskie przyjął w kościele św. Antoniego Padewskiego w Mediolanie z rąk biskupa Lodovica Antonellego, wikariusza apostolskiego w Libii. Po otrzymaniu krzyża misyjnego z rąk bł. kard. Andrei Ferrariego 19 września 1913 roku, 2 października wypłynął do Libii.
Początkowo pełnił obowiązki kapelana wojskowego w Al-Chums oraz w Masallata. Duszpasterzował wówczas wśród Włochów i Maltańczyków. W 1919 wrócił do Trypolisu. Został proboszczem w parafii katedralnej, organizując ją w sensie strukturalnym. Parafia liczył w tym okresie ponad 20000 wiernych. O. Filippini założył w parafii Akcję Katolicką i wspólnotę tercjarzy franciszkańskich. Nowy kościół ukończono w 1928 roku. 23 maja 1933 roku papież Pius XI mianował o. Filippiniego wikariuszem apostolskim Mogadiszu (Somalia) i biskupem tytularnym Thinisa in Numidia.
Sakrę biskupią przyjął w Katedrze w Trypolisie z rąk Arcangelo Mazzottiego 29 czerwca 1933 roku. Współkonsekratorami byli biskupi Giacinto Tonizza oraz Candido Domenico Moro. Do Mogadiszu przybył 22 września 1933 roku. Szerokiej pomocy udzieliła mu jego macierzysta prowincja zakonna. Z Mediolanu przybyli bracia, by podjąć się apostolatu misyjnego, najpierw w Somalii kolonialnej i Somalii Brytyjskiej, następnie w Terytorium powierniczym. Bp Filippini wizytował podległe sobie terytoria, zakładał placówki duszpasterskie, organizował działania katechetyczne, powołał seminarium oraz zaczął wydawać czasopismo „Somalia cristiana – Pubblicazione mensile missionaria”. Podczas II wojny światowej Filippini odwiedzał internowanych Włochów, odbył podróż do Kenii, gdzie znajdowały się brytyjskie obozy dla internowanych. Za tę działalność humanitarną odznaczony został Orderem Gwiazdy Solidarności Włoskiej 2 czerwca 1950 roku.
Po wojnie organizował szkolnictwo podstawowe i zawodowe, opiekę dla sierot, wsparcie dla ubogich, m.in. ośrodek dla trędowatych w Aleksandrii pod Jilibem (1953), szpital powierzony bonifratrom (1955). Wyrazy uznania z okazji dwudziestopięciolecia otrzymania sakry biskupiej okazał osobiście papież Pius XII w 1958 roku. Somalię opuścił ostatecznie 1 marca 1970 roku. Zamieszkał w rodzinnej Nuvolera, gdzie poświęcił się spisaniu historii Somalii do roku 1957. Zmarł 31 marca 1973 roku.

## Odznaczenia
- 2 czerwca 1950 – Order Gwiazdy Solidarności Włoskiej